# 別爾維齊亞
50°38′24″N 31°11′33″E / 50.64000°N 31.19250°E
貝爾維齊亞（烏克蘭語：Бервиця）是位於烏克蘭北部的村莊，由基辅州布羅瓦里區的卡利塔市鎮負責管轄。該村始建於1726年，面積1.91平方公里，海拔高度107米，2001年人口259，人口密度每平方公里135.6人。